# Pásztó (distrikt)
Pásztó är ett distrikt i Ungern. Det ligger i provinsen Nógrád, i den centrala delen av landet, 60 km nordost om huvudstaden Budapest.